# Achamán
Achamán è una divinità guanci degli abitanti dell'isola Tenerife (Isole Canarie). È una divinità superiore. 

Nell'isola di Gran Canaria prende il nome di Acoran.
Il nome Teide deriva dalla parola Echeyde (inferno), infatti i Guanci (l'antica popolazione dell'isola) ubicavano in questo monte l'aldilà. Secondo la loro credenza qui viveva Guayota, il demonio. Secondo la leggenda, Guayota rapì il dio Magec (dio della luce e del sole), e lo portò con sé all'interno della montagna; i Guanci chiesero la clemenza di Achamán, il dio Supremo, che riuscì a sottrarre Magec a Guayota e coprire l'entrata del vulcano.